# Justus Dietrich von Hagen
Justus Dietrich von Hagen (* 4. März 1811 in Ilsenburg als Justus Diedrich von Hagen; † 9. Juli 1866 in Berlin) war ein königlich-preußischer Landforstmeister.

## Herkunft
Er entstammt der Försterfamilie Hagen (Allendorfer Linie). Seine Eltern waren der gräflich-stolberg-wernigerödische Forstmeister Friedrich Wilhelm von Hagen (1754–1827) und dessen zweite Ehefrau Christiane Charlotte geb. Hardege (1775–1851). Er hatte noch fünf weitere Brüder, die alle Förster wurden, darunter: Otto (1817–1880), Friedrich (1801–1880), Ferdinand (1800–1874)

## Leben
Er erhielt seine Schulbildung zunächst zu Hause, dann auf dem Gymnasium in Wernigerode. Anschließend kam er auf die höhere Gewerbe- und Handelsschule in Magdeburg. Nach dem Tod des Vaters im Jahr 1827 geriet die Familie in finanzielle Schwierigkeiten. Er arbeitete daher kurz in dem Bergwerk Büchenberg bei Elbingerode, bevor er begann, Forstmann zu werden. Aber 1829 wurde er zunächst mal einjährig Freiwilliger bei den Gardeschützen in Berlin, 1830 wurde er dann zum reitenden Feldjägerkorps versetzt. Danach studierte er Forstwissenschaft und die einschlägigen Grund- und Hilfsfächer in Neustadt-Eberswalde und Berlin. Im Jahr 1836 bestand die Prüfung als Oberförster. 1837 erhielt er eine Anstellung als Hilfsarbeiter im Finanzministerium, wo er für die Revision der Forstvermessungs- und Betriebsregulierungsarbeiten eingesetzt wurde (unter Oberförster von Reutz). 1841 wurde er zum Oberförster befördert, verblieb aber zunächst im Ministerium; 1842 kam er nach Söllichau bei Merseburg. 1847 wurde er in das durch seine Betriebs- und Jagd Verhältnisse interessante Revier Lödderitz versetzt. Aber 1850 kam er als Forstinspektor und forsttechnisches Mitglied zur königlichen Regierung nach Magdeburg. Dort wurde 1855 zum Forstmeister mit dem Rang eines Regierungsrats ernannt. Er wurde in die Abteilung für Domänen und Forsten des Finanzministerium versetzt, dort stieg er weiter auf und wurde 1865 dann Landforstmeister mit dem Rang eines Rats II. Klasse. Er wurde 1866 dann Opfer der Cholera-Epidemie.
Hagen konnte in den preußischen Provinzen wichtige Reformen durchführen, so konnte er die Waldservituten ablösen. Für seine Arbeit erhielt er den preußischen Roten-Adlerorden 3. Klasse.

## Familie
Hagen heiratete am 9. Juli 1866 in Berlin Agnes Amalie Charlotte Ewald (* 30. Mai 1821; † 31. Juli 1848). Das Paar hatte mehrere Kinder:
- Karl Otto (* 8. September 1842; † 25. März 1865), Lieutenant
- Richard Justus (* 11. November 1846; † 12. Juli 1878) Premier-Lieutenant ⚭ Paula Voigt (* 3. Februar 1848)
- Oskar Robert Leopold (* 27. April 1848; † 10. Juli 1916), preußischer Generalmajor ⚭ Johanna Holst (1857–1908)

Nach dem Tod seiner ersten Frau heiratete er am 7. August 1852 in Dommitzsch Auguste Rink (* 25. Oktober 1820; † 8. August 1894). Das Paar hatte mehrere Kinder:
- Charlotte Friederike Elisabeth (* 26. November 1853), Vorsteherin der Königin-Luise-Stiftung Berlin
- Marie Therese (* 25. Oktober 1855)
- Luise Klementine (* 26 Nov 1857) ⚭ 1889 Moritz Gerhard, Königlich sächsischer Oberstaatsanwalt